# Cod ATC P02
Codul ATC P02 Antihelmintice este o parte a sistemului de clasificare anatomică, terapeutică și chimică a medicamentelor, un sistem dezvoltat de către Organizația Mondială a Sănătății (OMS) pentru clasificarea medicamentelor și a altor produse medicinale. Subgrupul P02 este o parte a grupului P Produse antiparazitare.

## P02BAntitrematode

### P02BA Derivați dechinolină
P02BA01 Praziquantel
P02BA02 Oxamnichină

### P02BB Compuși organofosforici
P02BB01 Metrifonat

### P02BX Alte antitrematode
P02BX01 Bitionol
P02BX02 Niridazol
P02BX03 Stibofen
P02BX04 Triclabendazol

## P02CAntinematode

### P02CA Derivați debenzimidazol
P02CA01 Mebendazol
P02CA02 Tiabendazol
P02CA03 Albendazol
P02CA04 Ciclobendazol
P02CA05 Flubendazol
P02CA06 Fenbendazol
P02CA51 Mebendazol, combinații

### P02CBPiperazinăși derivații săi
P02CB01 Piperazină
P02CB02 Dietilcarbamazină

### P02CC Derivați detetrahidropirimidină
P02CC01 Pirantel
P02CC02 Oxantel

### P02CE Derivați deimidazotiazol
P02CE01 Levamisol

### P02CFAvermectine
P02CF01 Ivermectină

### P02CX Alte antinematode
P02CX01 Pirviniu
P02CX02 Befeniu
P02CX03 Moxidectină

## P02DAnticestode

### P02DA Derivați deacid salicilic
P02DA01 Niclosamidă

### P02DX Alte anticestode
P02DX01 Desaspidină
P02DX02 Diclorofen